# Большесалбинский сельсовет
Большесалбинский сельсовет - сельское поселение в Идринском районе Красноярского края.
Административный центр - село Большая Салба.

## Население
| 2010 | 2012 | 2013 | 2014 | 2015 | 2016 | 2017 |
| ---- | ---- | ---- | ---- | ---- | ---- | ---- |
| 323  | ↘288 | ↘264 | ↘225 | ↘209 | ↗210 | ↘202 |

## Состав сельского поселения
В состав сельского поселения входят 3 населённых пункта:
| № | Населённый пункт | Тип населённого пункта       | Население |
| - | ---------------- | ---------------------------- | --------- |
| 1 | Большая Салба    | село, административный центр | 158       |
| 2 | Комсомольский    | посёлок                      | 39        |
| 3 | Средняя Салба    | деревня                      | 126       |

## Местное самоуправление
Большесалбинский сельский Совет депутатов
Дата избрания: 14.03.2010. Срок полномочий: 5 лет. Количество депутатов: 7
Глава муниципального образования
- Семаев Юрий Трофимович. Дата избрания: 14.03.2010. Срок полномочий: 5 лет